# دیوید اسپیلبرگ
دیوید اسپیلبرگ (انگلیسی: David Spielberg؛ ۶ مارس ۱۹۳۹ – ۱ ژوئن ۲۰۱۶) هنرپیشه اهل ایالات متحده آمریکا بود.
از فیلم‌ها یا برنامه‌های تلویزیونی که وی در آن نقش داشته‌است می‌توان به کشته‌های زمستان، کریستین و بیگانه اشاره کرد.